# Nemky Ernő
Nemky Ernő (Diósgyőr-Vasgyár, 1909. március 3. – Sopron, 1986. augusztus 25.) erdőmérnök, egyetemi tanár, a mezőgazdasági tudományok doktora (1975).

## Életrajza
Diósgyőrben született 1909. március 3-án. 1933-ban szerzett Sopronban erdőmérnöki oklevelet. Szakmai tevékenységét a miskolci erdőgazdaságnál kezdte. Katonai szolgálata után egy évig a Magyar királyi József Nádor Műszaki és Gazdaságtudományi Egyetem erdőmérnöki karának út- és vasútépítéstani tanszékén volt tanársegéd. Innen a budapesti Állami Erdőfelügyelőséghez került, ahol 1936-39 között dolgozott, később a gödöllői erdőgazdasághoz került. Alföld- és kopárfásításokkal foglalkozott.
1942-ben a Földművelésügyi Minisztériumban mint előadó nyert kinevezést. 1943-tól 1949-ig a Nagymarosi Állami Erdőgondnokság vezetője lett. Ezután a Mezőgazdasági Tudományos Központban, majd a Magyar Tudományos Akadémia Adminisztrációs Hivatalában dolgozott. 1951. október 1-jén bízták meg az Erdőmérnöki Főiskola növénytani tanszékének vezetésével, 1955-től egyetemi tanárként vezette a tanszéket. 1975-ben vonult nyugdíjba.
Sopronban hunyt el 77 évesen, 1985. augusztus 25-én. Sírja a Nagymarosi temetőben található.

## Munkássága
Az oktatás korszerűsítésére törekedett, gyűjteményeket létesített. Fejlesztette az oktatási intézmény Botanikus Kertjét. Kutatta a tölgyfelújulás ökofiziológiai alapjait. Oktató-nevelő munkáját több kitüntetéssel ismerték el, Vadas Jenő Emlékéremmel is. Ifjúkori sportoló múltjával nem szakított, professzorként az egyetemi sportkör tanárelnöke volt. Számos publikációja jelent meg, egyetemi jegyzeteket írt.